# 森圭一郎
森 圭一郎（もり けいいちろう、1978年1月9日 - ）は、日本の男性シンガーソングライター、Love Hand Project発案者、ストレッチマンパープル。埼玉県熊谷市（旧妻沼町）出身。

## 来歴

### 2002年まで
- 1978年1月9日、埼玉県熊谷市（旧妻沼町）で生まれる。
- 1994年夏（16歳）、バイク事故で脊椎を損傷し、下半身不随となり車椅子生活になる。
- 1996年（18歳）、高校の部活動で歌とギターに出会い、文化祭で初めて舞台に上がり、「体の芯がビリビリするほど感動して、これが俺だと思え」[1]、音楽に本格的にのめりこむようになる。[2]
- 1999年（21歳）、知人が開いたバーでバーテンダーとして働き、弾き語りを始めた。[3]ボイストレーニングを受け始め、本格的にプロのシンガーソングライターを目指す。バンドをやめ、ソロ活動に専念する。[2]
- 2001年（23歳）、ボイストレーニングをやめ、ストリートライブやライブハウスでの活動を始める。[2]
- 2002年（24歳）、三年間働いていたバーをやめ、事務所と契約し、プロのシンガーソングライターとして活動を始める。[2][3]

### 2003年
- 10月31日、自主制作1stアルバム『ONE』をリリース。
- 10月31日から2004年1月末までの89日間、北海道から鹿児島まで約10,000kmに及ぶ、初めての日本縦断ツアーである『ONEツアー』を行う。

### 2004年
- 7月1日、一歌言レーベルより2ndアルバム『一人じゃないから』をリリース。
- 『一人じゃないから』をリリース後、90日間かけて、北海道から鹿児島まで約12,000kmに及ぶ、二度目の日本縦断ツアーを行う。
- 11月14日、自叙伝『両輪～ダブル・ホイール～』（TOKYO FM出版）を出版。

### 2005年
- 10月3日、3rdアルバム『妻沼』をリリース。
- 11月から、三度目の日本縦断ツアーである『唄ツーリズム2005～2006』を開始。

### 2007年
- 3月21日、4thアルバム『灯り』をリリース。
- 3月21日、四度目の日本縦断ツアーである『唄ツーリズム2007』を行う。
- 11月23日、5thアルバム『いのちの灯り』をリリース。
- 11月23日から3年間かけて、約200局近くある全国のコミュニティFMの全局ゲスト出演を目標とし、五度目の日本縦断ツアーである『唄ツーリズム2007～2010』を行う。

### 2008年
- 9月24日、ベルウッドレコードより6thアルバム『アンデスの風になりたい』をリリース。

### 2010年
- 3月、埼玉県熊谷市のPR映画『あついぞ！熊谷』の音楽を担当。[4]
- 12月18日、『唄ツーリズム2007～2010』を終了し、全国のＦＭ出演216局に達する。
- 12月24日、1stシングル『おぼらだれん』をリリース。
- 介護ドキュメント映画『ただいま、それぞれの居場所』エンディング曲『君のためにつくった歌』を担当。[5]

### 2011年
- 第8回ゴールドコンサートで楽曲賞、グランプリのダブル受賞を果たす。[6]

### 2012年
- 3月21日、2ndシングル『雨ニモマケズ』をリリース。
- 5月25日、3rdシングル『人生という旅』をリリース。
- 8月2日、4thシングル『Red string』をリリース。
- 8月2日から43日間、ニューヨークからロサンゼルスまでのアメリカ横断ツアーを行う。[7][8]
- 9月15日、5thシングル『ひまわり』をリリース。
- 9月15日、7thアルバム『あるがままに』をリリース。
- 9月15日、音楽CD付きコミックス『森圭一郎 うたで走り抜く』（少年画報社）を出版。
- 介護ドキュメント映画『季節、めぐり それぞれの居場所』の音楽を担当。[9]

### 2013年
- 2月、結婚。
- 3月23日から2014年6月8日まで、六度目の日本縦断ツアーである『Road Trip 2013-2014 ひまわり ～笑顔の花を咲かせたい～』を行う。徳之島に特別支援学校を設置するための署名活動も同時に行う。[10]
- 4月から、NHK教育テレビ（NHK Eテレ）で放送されている番組『ストレッチマンV』で、『ストレッチマン パープル』として出演。[11]
- 6月19日、1stライブアルバム『Keiichiro Mori Live at The Bitter End』をリリース。
- 10周年記念ゴールドコンサートで観客賞を受賞。[12]

### 2014年
- 2月22日、ミュージックビデオDVD『ひまわり』をリリース。
- 5月1日、8thアルバム『TRUTH』をリリース。
- 6月6日～8日の三日間をかけて、徳之島一周75kmを車椅子で完走し、最終日に『ひまわり』ツアーファイナルライブを行う。徳之島に特別支援学校を設置することに賛同する、合計約2万人分の署名を集めた。[13][14][15]
- 8月17日、本当のバリアフリーを実現するべく、Love Hand Projectを立ち上げ代表になる。
- 11月11日、6thシングル『LOVE』をリリース。

### 2015年
- 3月29日、『Love Hand Project Tour ハンドバイク日本縦断 2015 START LIVE』を開催。[16][17]
- 4月6日、Love Hand Projectを広めるため、七度目の日本縦断ツアーである『Love Hand Project Tour ハンドバイク日本縦断 2015』を鹿児島照国神社からスタート。[18][19][20][21][22][23][24]
- 4月9日、熊本県内の坂道で、ハンドル操作ミスによる事故。顔面縫合、上半身の打撲、脳内出血の重傷。[25]
- 5月19日、熊本市からツアー再開。[25]
- 7月29日、宇都宮市を走行。[26]
- 8月1日、福島市を走行し、トークライブを行う。[27]
- 8月13日、苫小牧市を走行。[28]
- 8月15日、札幌護国神社にゴールし、翌日に札幌でゴールライブ、翌々日に小樽でゴールライブを行う。[28]

### 2016年
- 1月29日、Love Hand Projectを一般社団法人化し、理事となる。
- 6月4日、『Tour2016～ヨクアル世界～』をスタートし、9thアルバム『ヨクアル世界』をリリース。

### 2017年
- 自身の音楽性を見つめるためにインド~ネパールへ一人旅

### 2018年
- 6月3日、『Tour2018 晴耕雨読』をスタートし、10thアルバム『雨の日』をリリース。

### 2019年
- KeiichiroMori Tour 2019「カタルナラウタエ」敢行

### 2020年
- KeiichiroMori Tour 2020「GATE~AKARU~」敢行

### 2021年
- KeiichiroMori Tour 2021「GATE~FURERU~」敢行
- 「おかえり」が映画、灰色の壁~大宮ノトーリアス~の挿入歌になる

### 2022年
- KeiichiroMori Tour 2022「GATE~ZERO~」敢行
- 自然の中で歌い録音をする「地球音楽」発表

### 2023年
- 映画 蠱惑の瞳の主題歌「深き夢」を作曲

### 2024年
- アイヌ民族の伝統楽器「トンコリ」を使用した「a=uwousi ka」をリリースした

## 人物
埼玉県立熊谷高等学校定時制出身。
徳之島と縁が深い。徳之島に特別支援学校を設置するための活動をしている方々を元気にするために『ひまわり』を作詞・作曲し、徳之島の子供たちとレコーディング。また、特別支援学校設置のための署名活動を2013年のツアーと同時に行う。
音楽と共に、ひたすら前に向かって進む生きざまは多くの人たちの共感を呼んでいる。
歌う姿は決して同情を誘うのではなく、アーティストとして純粋に人を惹きつけるものだった。
東日本大震災後はライブで義援金を募り、被災地へ届けた。母子の遺体が一緒に見つかり、男児の体に浮輪代わりのペットボトルが紐で縛りつけられていたという話を基に「赤い紐」という曲を作った。英語と日本語で歌い、2012年8月からは全米を横断して路上ライブなどで惨状を訴えた。
宮城県石巻市の中学校でボランティアで公演し、「人生は挫折してから始まる」と語りかけた。「以前の自分は障害に勝ってやろうと苦しんでいたが、今は障害を受け入れることができた。歩いている時と比べると、失ったものは多いが、今の方が幸せです」と言い切る。
名古屋のライブで、観客の姉妹から手紙を渡された。「あなたを必要とする人がここにいます」と書かれていた。「若い時には誰にも必要とされず、事故後は人の手助けが必要になり、情けなく思っていた。その自分が人に必要とされたことに感動した」
「『なぜ自分だけ』と思う時はあるが、きりがない。前向きになれば、小さなことでも幸せを感じられ、好循環になると分かった」と笑う。
「自分は障害を乗り越えたんじゃなく、受け入れた。歌を聴いた人には『あるがままの自分を受け入れればいいんだ』と思ってもらえるかな」
地元である熊谷の人々に愛されている。熊谷市PR映画『あついぞ！熊谷』の音楽を担当し、エンディングテーマ『熊谷』を作詞作曲。
ストレッチマン出演以降は子供たちから「ストレッチマンパープル」と頻繁に声をかけられ、それに対して笑顔でストレッチマンパープルの決めポーズで応えている。子供たちには、シンガーソングライターよりもストレッチマンパープルとして知られている。
 母の愛 
「お兄ちゃんが16のときに、事故して、お母さん大変だったでしょう？」という弟の質問に対して、母は次のように答えている。「大変だった！でもあいつのこと信じてた。世界中の誰もがあいつのことを悪く言ったとしても、私しか守ってやれないじゃない。しょうがないじゃない。私は親だから。母親なんだから、家族として愛していたし、信じてた。信じ続けてきたら、戻ってきた。ようやく帰ってきた。こっちに帰ってきてくれた。信じ続けてよかった。」

## 音楽性
音楽を始めた18歳から19歳の頃によく聴いていたのはエリック・クラプトンで、その他トニー・ライスやドッグ・ワトソンといったブルーグラス系のミュージシャンやロバート・ジョンソンのブルースに憧れていたという。
2012年のアメリカ横断を終えた頃から、日本の自然の音を録音するようになり、たびたびライブで自然音を流しながら歌っている。
日本各地で自然の中で歌って録音をした曲を集め、自身のホームページで公開している自身で「地球音楽」と名づけている。
2023年から樺太アイヌの楽器　トンコリを用いて演奏している。
2023の北海道ツアーでは釧路にてトンコリ演奏をおこなった。

## ディスコグラフィー

### シングル
| 枚  | 発売日         | タイトル     | 規格 |
| --- | -------------- | ------------ | ---- |
| 1st | 2010年12月24日 | おぼらだれん | CD   |
| 2nd | 2012年3月21日  | 雨ニモマケズ | CD   |
| 3rd | 2012年5月25日  | 人生という旅 | CD   |
| 4th | 2012年8月2日   | Red string   | CD   |
| 5th | 2012年9月15日  | ひまわり     | CD   |
| 6th | 2014年11月11日 | LOVE         | CD   |

### アルバム
オリジナルアルバム
| 枚   | 発売日         | タイトル               | 規格 |
| ---- | -------------- | ---------------------- | ---- |
| 1st  | 2003年10月31日 | ONE                    | CD   |
| 2nd  | 2004年7月1日   | 一人じゃないから       | CD   |
| 3rd  | 2005年10月3日  | 妻沼                   | CD   |
| 4th  | 2007年3月21日  | 灯り                   | CD   |
| 5th  | 2007年11月23日 | いのちの灯り           | CD   |
| 6th  | 2008年9月24日  | アンデスの風になりたい | CD   |
| 7th  | 2012年9月15日  | あるがままに           | CD   |
| 8th  | 2014年5月18日  | TRUTH                  | CD   |
| 9th  | 2016年6月4日   | ヨクアル世界           | CD   |
| 10th | 2018年6月3日   | 雨の日                 | CD   |
| 11th | 2022年8月2日   | 日々を織る             | CD   |
| 12th | 2024年6月2日   | a=uwousi ka            |      |
|      |                |                        |      |

ライブアルバム
| 枚  | 発売日        | タイトル                              | 規格 |
| --- | ------------- | ------------------------------------- | ---- |
| 1st | 2013年6月19日 | Keiichiro Mori Live at The Bitter End | CD   |

### ミュージックビデオ
| 枚  | 発売日        | タイトル | 規格   |
| --- | ------------- | -------- | ------ |
| 1st | 2014年2月22日 | ひまわり | DVD+CD |

## 書籍など
本
- 自叙伝『両輪～ダブル・ホイール～』　森圭一郎　TOKYO FM出版　2004年11月24日
- 音楽CD付きコミックス『森圭一郎 うたで走り抜く』　たちばないさぎ　少年画報社　2012年9月15日
- 南からの社会学インタビュー編『与古為新』　櫻井芳生　南日本新聞社　（インタビュー記事）　2014年6月13日

雑誌
- 『チェアウォーカーWaWaWa』記事連載『NATURAL』　森圭一郎　Vol.13 2004年夏号 - Vol.53 2013年夏号[35]

映像作品
- 熊谷市PR映画『あついぞ！熊谷』　（音楽担当）　2010年3月
- 介護ドキュメント映画『ただいま、それぞれの居場所』　（エンディング曲『君のためにつくった歌』提供）　2012年4月28日
- 介護ドキュメント映画『季節、めぐり それぞれの居場所』　（音楽担当）　2014年1月25日

## 出演
テレビ番組出演
- 『ストレッチマンV』　NHK教育テレビ　2013年4月－2018年9月　ストレッチマンパープル役　（共演者：友部正人、坂崎幸之助、元ちとせ、中孝介、nokko、影山ヒロノブ等）[36]
- 『めざましテレビ 広人苑』　フジテレビ　2004年7月12日
- 『スカイパーフェクTV！フジテレビ721』　フジテレビ　2004年9月4日
- 『スタジオパークからこんにちは』　NHK総合　2004年10月29日
- 『生かされて 今』　テレビ埼玉　2011年5月11日、14日
- 『ごごたま』　テレビ埼玉　2012年7月26日
- 『テレ玉ドキュメンタリー「車椅子で大陸に挑む!~元暴走族シンガーのアメリカ横断~」』　テレビ埼玉　2012年12月31日、2013年1月1日
- 『ゆうテレ』　KTS 鹿児島テレビ　2013年8月26日

ラジオ番組出演
- 『森圭一郎 Live Like Life』　柏崎FMピッカラ　2004年4月24日－ 毎月第四土曜日18:00〜19:00[37]

## CD参加、ライブサポートミュージシャン
- 山下 TOPO 洋平 （6thアルバム『アンデスの風になりたい』、ライブサポート）
- 山下晋平 （2ndシングル『雨ニモマケズ』、ライブサポート）
- マーク・グリーンバーグ （1stライブアルバム『Keiichiro Mori Live at The Bitter End』、ライブサポート）
- トニー・チノ （1stライブアルバム『Keiichiro Mori Live at The Bitter End』、ライブサポート）
- 河口修二
- 石井完治
- 古橋一晃 （6thシングル『LOVE』、ライブサポート）
- 町田孝（9thアルバム『ヨクアル世界』、ライブサポート）
- 竹内一路
- 鬼怒無月
- 内海利勝
- 八木のぶお
- 大間ジロー
- 塩のやもとひろ
- 斉藤太三晃
- スクラッピージャド ニューカム